# 臺中州工業試驗所
24°07′03″N 120°39′53″E / 24.117557°N 120.664721°E

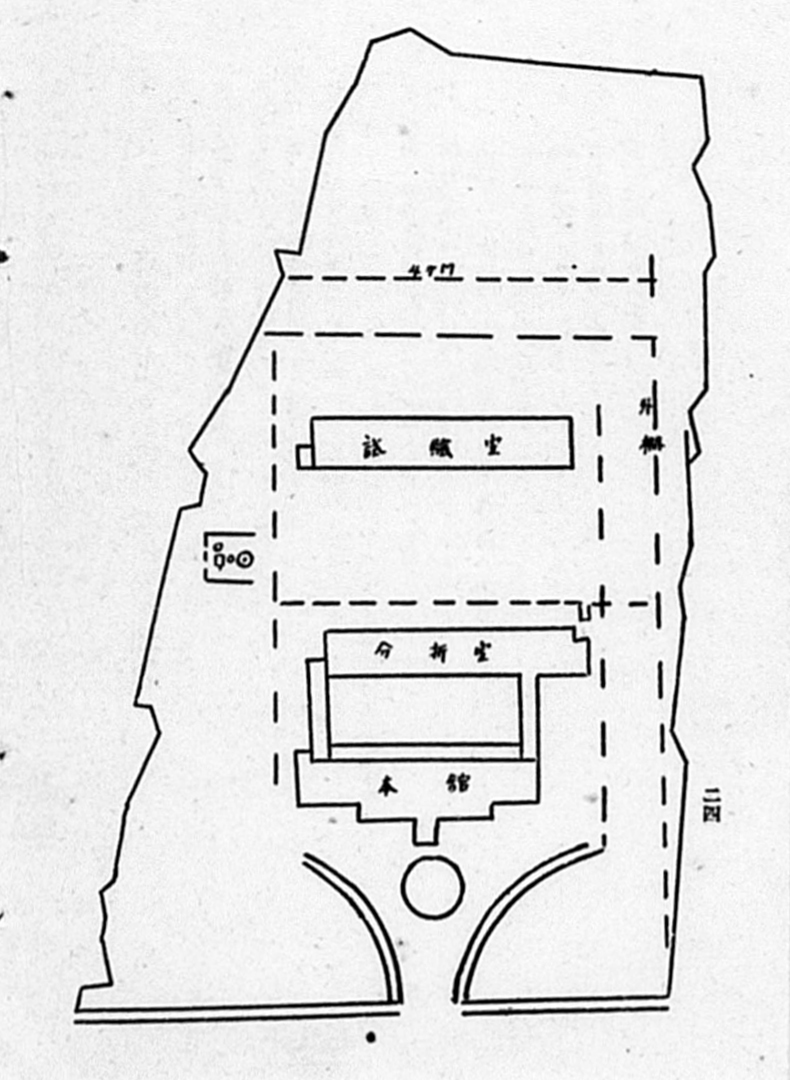
台中州工業試驗所平面圖

臺中州立工業試驗所為臺中州所屬的工業研究機構，其設立目的是為了研究與臺中州相關的化學工業資源應用、改良與相關分析試驗，主要項目為油脂、塗料、紙與纖維，成立於1938年12月，位於台中市下橋子頭，現址為經濟部標準檢驗局台中分局。

## 介紹
臺中州在1938年12月18日公告設立臺中州立工業試驗所，主要是為了州下的工業資源開發、試驗及研究，包含水果、澱粉、製油、製藥、纖維、食品、碳、皮革、製紙、桐油等製品，下設庶務部、纖維部、食品部、油脂部。工業試驗所最初位在臺中市大正町四丁目4番地，是利用1937年已設立在臺中行啓記念館二樓的臺灣帽蓆同業組合聯合會所屬清水原料研究所的設備。當局考量工業發展與臺中工業學校（1938年4月設立）的關係，之後選址在工業學校附近的台中市下橋子頭235番地興建試驗所。1939年2月14日，工業試驗所興建工程進行上棟式，同年5月1日遷至新廳舍，而後在6月10日舉行落成式。工業試驗所的建築包含本館、分析室、試驗室，皆為木造一層樓建築。

## 歷屆所長
- 狩野正好：1938年-1939年
- 土屋穰：1939年-1945年